# 黒い手帖 (松本清張)
『黒い手帖』（くろいてちょう）は、松本清張のエッセイ集。『随筆 黒い手帖』とも呼ばれる。1961年9月に中央公論社より刊行された。後に電子書籍版も発売されている。 

## 概要
1958年から1961年までに発表されたエッセイを中心に、いくつかを選んでまとめたもの。特に一貫したテーマはなく、推理小説一般に関する随想、自作に関する種明かし、当時の事件に関する著者の推理、映画観、読書歴など、話題は多岐にわたる。
本書中、推理小説に関する部分は、著者の推理小説観を示す文章として、のちの評論家や推理作家などがしばしば引用するところとなっている。

## 構成
- 推理小説の魅力
  - 「推理小説の読者」（『婦人公論』1958年5月号掲載、掲載時の題「推理小説時代」）
  - 「日本の推理小説」（『婦人公論』1961年4月号掲載、掲載時の題「推理小説独言」）
- 推理小説の発想
  - 「小説と素材」（江戸川乱歩・松本清張編『推理小説作法』(1959年4月刊行)初出）
  - 「創作ノート(一)(二)」（『宝石』1959年1月号掲載）
- 現代の犯罪
  - 「黒いノート」（『エラリー・クイーンズ・ミステリ・マガジン(日本版)』1958年11月号 - 1959年10月号連載）
  - 「『日本の黒い霧』について」（『朝日ジャーナル』1960年12月4日号掲載）
  - 「松川事件判決の瞬間」（『週刊コウロン』1961年8月21日号掲載）
- 二つの推理
  - 「スチュワーデス殺し事件」（『婦人公論』1959年8月臨時増刊号掲載、掲載時の題「「スチュワーデス殺し」論」）
  - 「『下山事件白書』の謎」（講演草稿）
- 推理小説の周辺
  - 「スリラー映画」
  - 「楽屋裏の話」

## 関連事項
本書未収録の著者の推理小説関連のエッセイの多くは、以下の書籍に収録されている。
- 『松本清張推理評論集 1957-1988』（2022年、中央公論新社）

本書および上記書以外の、著者の推理小説関連のエッセイは以下のものがある。
- 「私の黒い霧」（『小説中央公論』1962年8月号掲載、のちに『松本清張全集』第34巻（1974年、文藝春秋）、『実感的人生論』（2004年、中公文庫）に収録）
- 「灰色の皺」（『オール讀物』1971年5月号掲載、のちに『松本清張全集』第34巻（1974年、文藝春秋）、『実感的人生論』（2004年、中公文庫）に収録）